# Hans-Christoph Reiss
Hans-Christoph Reinhold Reiss (* 27. Februar 1960 in Walsrode) ist ein deutscher Ökonom.

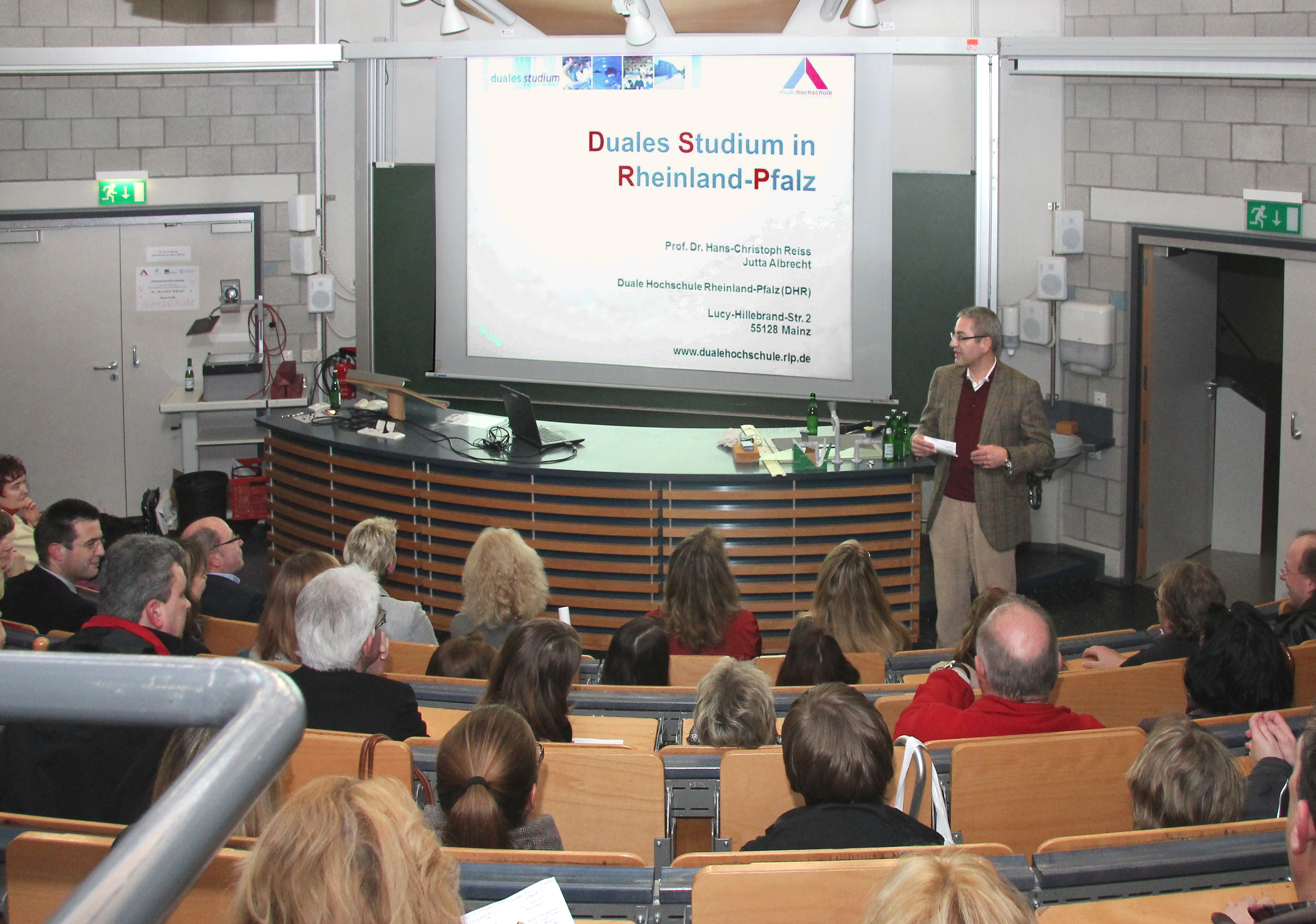
Hans-Christoph Reiss: Information in der Hochschule Koblenz über das Duale Studium

## Leben
Hans-Christoph Reiss studierte  Sozialwissenschaften und Betriebswirtschaftslehre an der Friedrich-Alexander-Universität Erlangen-Nürnberg. 1987 erlangte er den Abschluss als Diplom-Kaufmann. Er war Wissenschaftlicher Mitarbeiter am Lehrstuhl für Controlling und Logistik der WHU – Otto Beisheim School of Management. 1991 wurde er bei Jürgen Weber an der WHU – Otto Beisheim School of Management zum Dr. rer. pol. promoviert. Während seiner Promotion gründete er mit Michael Kemper die HCR Consulting & Partner GbR, die 1991 nach dem Tod von Michael Kemper verkauft wurde. Danach war Reiss für die Ernst & Young-Gruppe als Berater tätig und gründete sein Beratungsunternehmen zusammen mit Daniela Meurer 1998 als Sozietät Prof. Dr. Reiss & Partner GbR neu.
1994 wurde er zum Professor für Betriebswirtschaftslehre, insbesondere Rechnungswesen und Controlling, an der Fachhochschule Stralsund ernannt. Von 1995 bis 2004 war er Professor für Allgemeine Betriebswirtschaftslehre, Rechnungswesen, Controlling und Management in sozialen Einrichtungen im Studiengang Krankenhauswesen, Gesundheits- und Sozialökonomie an der Fachhochschule Mainz. Seit 2004 ist Reiss Professor für Wirtschaftswissenschaften an der Fachhochschule Mainz.
Von 2004 bis 2008 war er Vizepräsident der FH Mainz.
Seit Oktober 2010 ist er Geschäftsführer der Dualen Hochschule Rheinland-Pfalz (DHR).
2001 gründete er das Institut für angewandtes Management in der Sozialwirtschaft (ifams), dessen Wissenschaftliche Leitung er innehat. In der Wissenschaftlichen Leitung agiert er mit Kurt Koeder.

## Wirken
Reiss engagiert sich in verschiedenen Ehrenämtern und war Mitglied verschiedener Beiräte, wie dem Modellprojekt „Maßnahmen zur Erfolgskontrolle im Bereich der Sozialhilfegesetzgebung“ des Bundesgesundheitsministeriums (1996–1999) und dem Modellprojekt „Neue Steuerungsmodelle in der Jugendhilfe“ der Evangelischen Gesellschaft Stuttgart (1995–1999). Er engagierte sich von 1995 bis 1998 in der Fortbildung „Organisationsgestaltung“ des Deutschen Vereins für öffentliche und private Fürsorge in Frankfurt am Main. Von 2005 bis 2017 war er Stellvertretender Vorsitzender des Landesbeirats für Kriminologie und Strafvollzug des Landes Rheinland-Pfalz.
Er engagiert sich insbesondere in der Qualitätsentwicklung in Weiterbildung und Hochschule sowie auch dem Gesundheitswesen und dem Controlling in der öffentlichen Verwaltung. Er hat zahlreiche Fachveröffentlichungen und Aufsätze publiziert.